# The Dusk in Us
The Dusk in Us es el noveno álbum de estudio de la banda de metalcore Converge. Fue lanzado el 3 de noviembre de 2017 a través de Epitaph Records y Deathwish Inc., y es el primer álbum de la banda después de cinco años desde All We Love We Leave Behind del 2012. El álbum fue producido por el guitarrista de Converge Kurt Ballou y la portada fue hecha por el cantante Jacob Bannon.
The Dusk in Us alcanzó el número 60 en los Billboard 200 y recibió una aclamación de crítica universal, recibiendo una puntuación promedio de 89 basada en 17 revisiones en Metacritic.

## Antecedentes
El álbum fue producido por el guitarrista de la banda Kurt Ballou. Ben Koller anunció durante una entrevista que la banda planeaba grabar un nuevo álbum en la primavera de 2017. Después de una gira el 8 de abril, Converge se dirigió rápidamente al estudio para grabar su próximo álbum.
Mientras que se escribieron dieciocho canciones para el álbum, solo trece se incorporaron al disco. Una de las cinco pistas que no salieron en el álbum fue «Eve» que se lanzó como lado B del sencillo «I Can Tell You About Pain». La banda no está segura de si se lanzarán las cuatro pistas restantes, sin embargo, Ballou ha declarado que las canciones pueden lanzarse en algún momento; "Todos estamos en desacuerdo sobre cuáles fueron las canciones más fuertes y qué canciones se hicieron para el mejor disco. Creo que todos estamos igualmente descontentos con lo que terminó en el álbum. Fue un compromiso. Algunas de las canciones de ese álbum son en realidad algunas de las más débiles que grabamos, y algunos de los que no están en el álbum son los más fuertes. No estamos exactamente seguros de cómo los vamos a lanzar todavía. Ya sea por el lado B o un EP, todavía no lo sabemos." Las cuatro pistas restantes fueron finalmente lanzadas en el EP Beautiful Ruin, que salió el 29 de junio de 2018.

## Lanzamiento y promoción
El 27 de mayo de 2017, DigBoston publicó una entrevista con el vocalista de la banda, Jacob Bannon, donde reveló que la banda ya tenía dieciocho canciones escritas y afirmó que el álbum es "muy poderoso" y será una "progresión de algo que se hizo anteriormente." El 25 de julio de 2017, Converge lanzó el sencillo «I Can Tell You About Pain», acompañado con un video de la canción, dirigido por Tony Wolski. El sencillo también contenía la canción «Eve» como un lado-B. El 15 de agosto, Converge lanzó la canción «Under Duress», disponible por transmisión, que Bannon describió como su "reacción emocional ante el complejo mundo en el que vivimos". Con el anuncio de la canción, se reveló la lista de canciones y la portada del álbum. La banda realizó una gira por Europa en agosto de 2017 antes del lanzamiento. El 27 de septiembre, la canción «Reptilian» se puso a disposición para su transmisión. La canción «A Single Tear» estuvo disponible para transmisión el 31 de octubre y también fue acompañada por un video, dirigido por Max Moore, descrito como "cargado de simbolismo sobre la paternidad y la conexión." The Dusk in Us se lanzó a través de Epitaph Records y Deathwish Inc. el 3 de noviembre de 2017.

## Lista de canciones
| N.º | Título                          | Duración |  |
| 1.  | «A Single Tear»                 | 3:59     |  |
| 2.  | «Eye of the Quarrel»            | 2:14     |  |
| 3.  | «Under Duress»                  | 3:42     |  |
| 4.  | «Arkhipov Calm»                 | 2:53     |  |
| 5.  | «I Can Tell You About Pain»     | 2:23     |  |
| 6.  | «The Dusk in Us»                | 7:23     |  |
| 7.  | «Wildlife»                      | 2:29     |  |
| 8.  | «Murk & Marrow»                 | 3:01     |  |
| 9.  | «Trigger»                       | 3:33     |  |
| 10. | «Broken by Light»               | 1:46     |  |
| 11. | «Cannibals»                     | 1:15     |  |
| 12. | «Thousands of Miles Between Us» | 4:42     |  |
| 13. | «Reptilian»                     | 4:33     |  |

## Recepción
The Dusk in Us fue aclamado por la crítica universal. En Metacritic, que asigna una calificación normalizada de 100 a las revisiones de publicaciones principales, recibió una puntuación promedio de 89 basada en 18 revisiones. Joe Smith-Engelhardt, de Exclaim!, Elogió a Converge por "llevar su sonido a nuevos niveles de una manera que es exclusivamente suya."

## Personal
| Converge - Jacob Bannon: voz - Kurt Ballou: guitarra, bajo, coros - Nate Newton: bajo, guitarra, coros - Ben Koller: batería, percusión Personal de grabación - Kurt Ballou: productor, ingeniero, mezcla - Robert Cheeseman: ingeniero asistente - Alex Garcia-Rivera: tecnología de batería - Alan Douches: masterización Portada y diseño - Jacob Bannon: portada, diseño y ilustraciones |

## Posiciones
| Lista (2017)            | Posición más alta |
| ----------------------- | ----------------- |
| Australian Albums Chart | 79                |
| Belgian Albums Chart    | 139               |
| German Albums Chart     | 79                |
| Scottish Albums Chart   | 75                |
| UK Albums Chart         | 100               |
| US Billboard 200        | 60                |
| US Top Hard Rock Albums | 1                 |
| US Top Rock Albums      | 6                 |